# Jiřina Langhammerová
Jiřina Langhammerová (* 25. května 1939 Praha, Protektorát Čechy a Morava) je česká etnografka, dlouholetá vedoucí národopisného oddělení Národního muzea.

## Biografie
V mládí se věnovala praktické folklorní činnosti jako zpěvačka a tanečnice. Vystudovala obor etnografie, folkloristika a české dějiny na Filozofické fakultě Univerzity Karlovy, kde byla její učitelkou docentka Drahomíra Stránská. V době studií pracovala v Ústředí lidové umělecké výroby, kde se věnovala zejména krojovým rekonstrukcím. V roce 1968 nastoupila do Národního muzea jako kurátorka textilních sbírek národopisu; v letech 1993-2008 zde zastávala pozici vedoucí národopisného oddělení. Uspořádala množství muzejních výstav v Česku i v zahraničí, zajistila cenné akvizice do sbírek, zejména lidových oděvů, jež také monograficky zpracovala. Monografii věnovala také zakladateli českého národopisu Ludvíku Kubovi.

## Dílo
- LANGHAMMEROVÁ, Jiřina. České tradice v proměnách času. Praha: Lidové noviny, 2017. 384 s. ISBN 978-80-7422-500-0.
- LANGHAMMEROVÁ, Jiřina. Lidové kroje z České republiky. Praha: Lidové noviny, 2003. 262 s. (Dějiny odívání). ISBN 80-7106-293-6.
- LANGHAMMEROVÁ, Jiřina. Lidové zvyky. Praha: Lidové noviny, 2004. 344 s. ISBN 80-7106-525-0.